# Gran dodecaedro
En geometría, el gran dodecaedro es un poliedro de Kepler-Poinsot, con símbolo de Schläfli {5,5/2} y con diagrama de Coxeter-Dynkin de: .
Es uno de los cuatro poliedros regulares no convexos. Está compuesto de 12 caras pentagonales (seis pares de pentágonos paralelos), con cinco pentágonos que coinciden en cada vértice, que al cruzarse con cada uno de los otros genera un recorrido pentagrámico.
(Véase: Sólido de Kepler-Poinsot)

## Imágenes
| Modelo transparente | Teselado Esférico |
| --- | --- |
| | Este poliedro representa un teselado esférico con una densidad de 3. (Cara del pentágono esférico en color amarillo)                |
| Desarrollo del poliedro | Estelación |
| 20 x (Desarrollo [en color rojo]: El desarrollo de la figura está formado por veinte pirámides triangulares isósceles -de base equilátera-, arregladas como las caras de un icosaedro.) | También puede ser construido como la segunda de tres estelaciones del dodecaedro, y referenciado como el modelo de Wenninger [W21]. |

## Forma conjugada

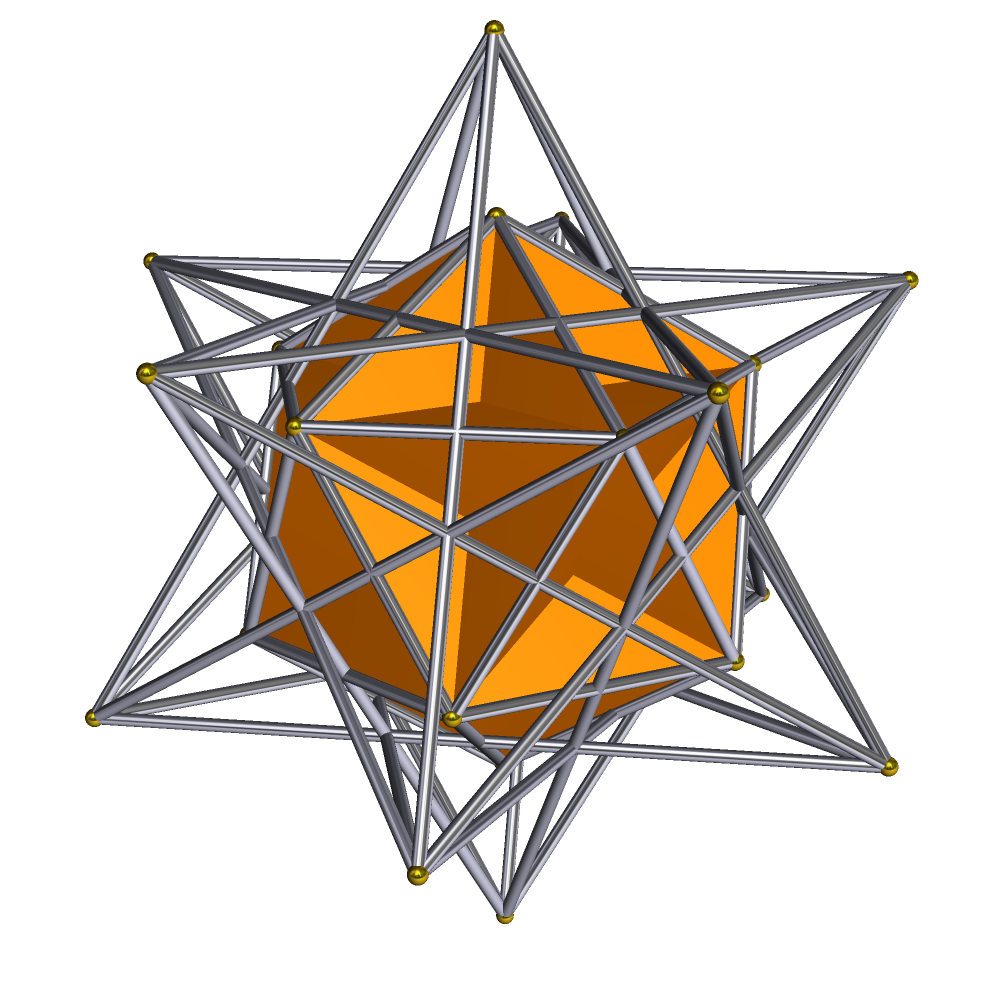
Compuesto de pequeño dodecaedro estrellado y de gran dodecaedro

La figura muestra el compuesto de pequeño dodecaedro estrellado y de gran dodecaedro, un poliedro compuesto donde el gran dodecaedro está situado en el interior de su poliedro dual, el pequeño dodecaedro estrellado.

## Poliedros relacionados
Comparte la misma disposición de bordes con el icosaedro regular convexo.
Si se considera el gran dodecaedro como una superficie de intersección propiamente dicha, entonces tiene la misma topología que el triaquisicosaedro con pirámides cóncavas en vez de convexas.
Un proceso de truncado aplicado al gran dodecaedro produce una serie de poliedros uniformes no convexos. Este proceso se inicia con el gran dodecaedro truncado. Truncando los bordes por debajo de los vértices se produce el dodecadodecaedro como un gran dodecaedro rectificado. El proceso completado como una doble rectificación, reduciendo las caras originales a vértices produce el pequeño dodecaedro estrellado.
| Nombre                     | Pequeño dodecaedro estrellado | Dodecadodecaedro | Gran dodecaedro truncado | Gran dodecaedro |
| -------------------------- | ----------------------------- | ---------------- | ------------------------ | --------------- |
| Diagrama de Coxeter-Dynkin |                               |                  |                          |                 |
| Figura                     |                               |                  |                          |                 |

## Uso
- Esta forma es la base de la "Estrella de Alexander", rompecabezas similar al cubo de Rubik.